# محمد أباد (شهر أباد)
محمد أباد (بالفارسية: محمدآباد) هي قرية تقع في إيران في Shahrabad Rural District. يقدر عدد سكانها بـ 915 نسمة بحسب إحصاء 2016.